# زخ‌فلد
زخ‌فلد (به هلندی: Zegveld) یک منطقهٔ مسکونی در هلند است که در ووردن واقع شده‌است. زخ‌فلد ۲٬۳۴۸ نفر جمعیت دارد.